# Basílica de la Inmaculada Concepción (Conception)

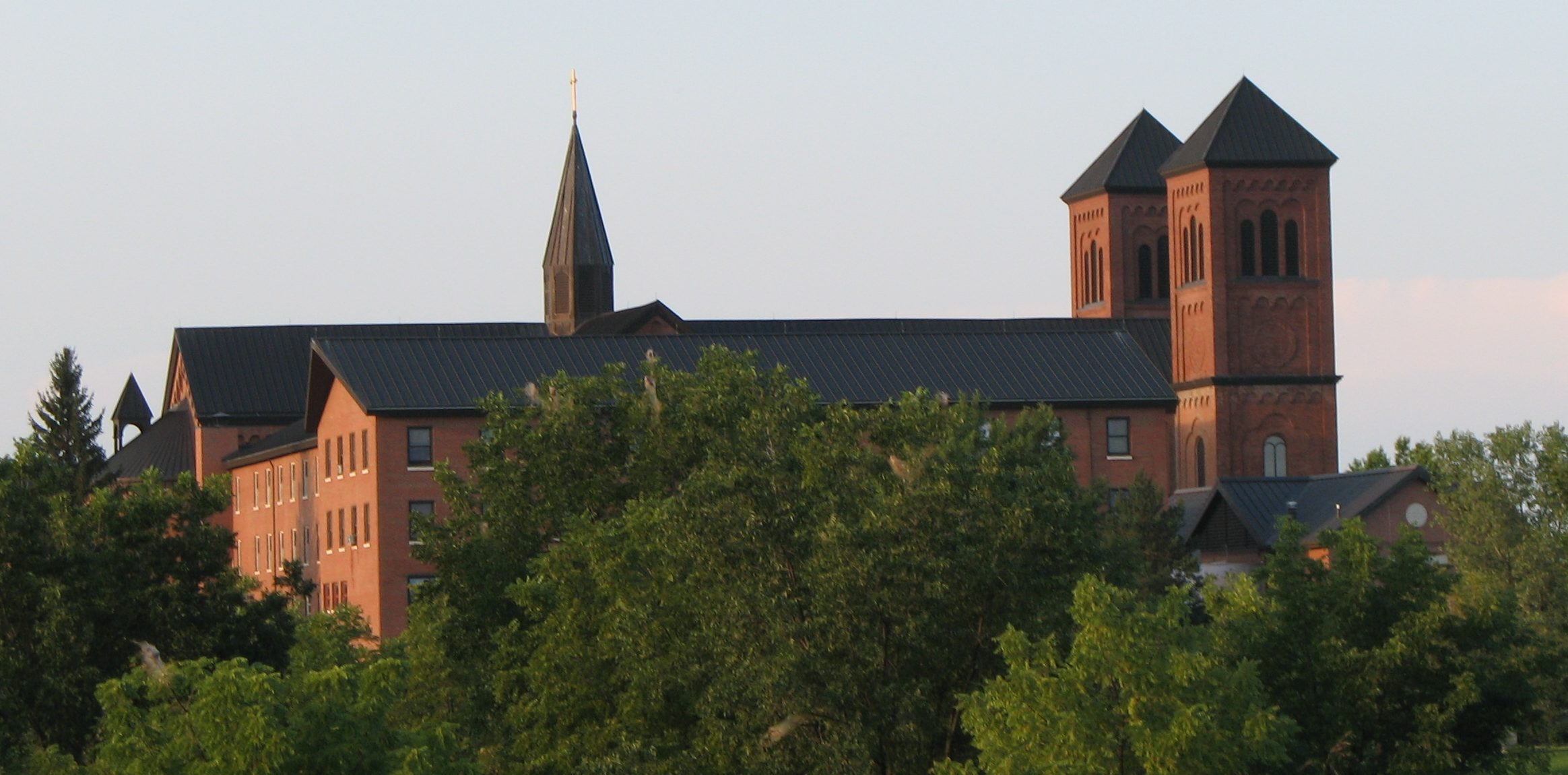
Otra vista de la abadía

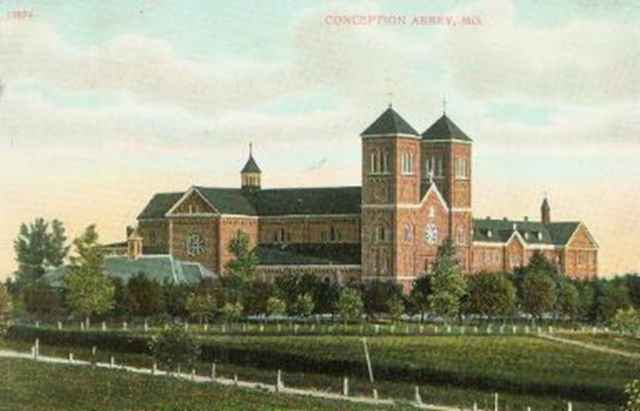
Postal de la abadía de 1908

La basílica de la Inmaculada Concepción (en inglés: Basilica of the Immaculate Conception) es la iglesia abacial de la abadía de Conception, monasterio católico benedictino perteneciente a la Congregación Suizo-estadounidense de la Confederación Benedictina. El monasterio, fundado por la abadía suiza de Engelberg en 1873 en el condado de Nodaway del noroeste de Misuri en Estados Unidos, fue levantado a un convento en 1876 y elevado a una abadía en 1881. En la actualidad la comunidad cuenta con sesenta y cinco monjes que celebran la Eucaristía y Liturgia del diariamente y con el personal que administra el Conception Seminary College, el Printery House, y el Abbey Guest Center. Los monjes también sirven como párrocos y capellanes de hospital en la Diócesis de Kansas City-Saint Joseph y otras diócesis. También hay una gran instalación postal adjunta a The Printery House, operada por empleados seculares, que incluye el envío de paquetes y las instalaciones de entrega.
La abadía de Conception se encuentra en la ciudad de Conception, en Misuri, a las afueras de Conception Junction.